# 34432 Groebe
34432 Groebe este o planetă minoră (asteroid) din centura de asteroizi. A fost descoperită pe 24 septembrie 2000 la Experimental Test Site⁠(d) de Lincoln Near-Earth Asteroid Research. 
Obiectul prezintă o orbită caracterizată de o semiaxă mare de 2,9522736 UAi, o excentricitate de 0,04, o înclinație de 3,44822 ° în raport cu ecliptica.